# Branchiosaurus
Il branchiosauro (Branchiosaurus Fritsch, 1876) è un genere di anfibio estinto, probabilmente appartenente ai temnospondili. I suoi resti si rinvengono in terreni del Pennsylvaniano e del Permiano (300 – 270 milioni di anni fa), in Europa e in Nordamerica.

## Descrizione
Di piccole dimensioni, questo animale possedeva caratteristiche molto simili a quelle di anfibi molto più grandi, noti come eriopidi (Eryopidae). Le differenze sostanziali riguardavano principalmente la differenza di taglia, uno scheletro molto meno ossificato e un cranio più corto. Molto spesso, sui fossili sono presenti tracce di branchie (da qui il nome Branchiosaurus).

## Classificazione

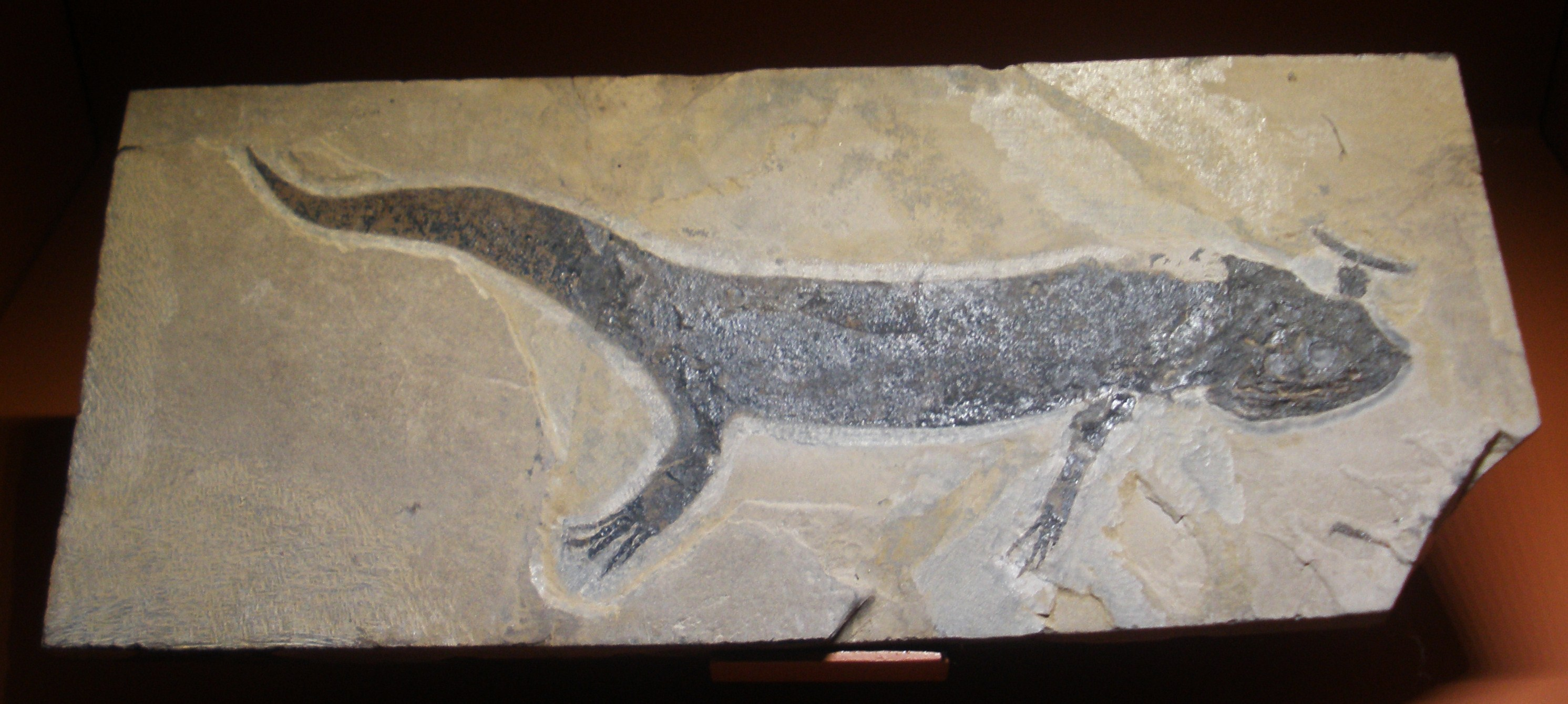
Fossile di Branchiosaurus salamandroides

Originariamente questi piccoli animali erano stati classificati in un ordine a parte, noto come fillospondili (Phyllospondyli), a causa delle vertebre dalla particolare forma a foglia. Successive analisi sugli stadi di crescita hanno però mostrato una ossificazione crescente negli esemplari più grandi; ciò dimostrerebbe che i branchiosauri, in realtà, sono forme neoteniche di anfibi, appartenenti al gruppo dei dissorofoidi (Dissorophoidea).